# Euxoa rubra
Euxoa rubra är en fjärilsart som beskrevs av Corti 1933. Euxoa rubra ingår i släktet Euxoa och familjen nattflyn. Inga underarter finns listade i Catalogue of Life.